# 丽江木姜子
丽江木姜子（学名：Litsea chunii var. likiangensis）为樟科木姜子属下的一个变种。